# 八戸聖ウルスラ学院中学校・高等学校
八戸聖ウルスラ学院中学校・高等学校（はちのへせいウルスラがくいんちゅうがっこう・こうとうがっこう）は、青森県八戸市田面木字上野平にある私立中学校・高等学校。カトリック系ミッションスクールである。
宮城県仙台市に所在する聖ウルスラ学院英智小学校・中学校・高等学校は本校の姉妹校である。
なお、宮崎県延岡市の学校法人聖心ウルスラ学園とは直接の関係はない。
以前は小学校が併設されていたが、生徒数の減少を理由に廃止された。

## 設置学科・コース
- 普通科
  - LAコース
  - SAコース
  - UAコース(中高一貫)
- 音楽科
  - 国公立系
  - 私大系
- 英語科
  - 国公立文系
  - 難関私大文系

## 部活動

### 運動部
- バスケットボール
- ソフトボール
- 剣道
- ソフトテニス
- バドミントン
- 新体操
- 野球
- サッカー

### 文化部
- 茶道
- 書道
- 華道
- 演劇
- 美術
- 吹奏楽
- 音楽
- テレジア会（インターアクトクラブ）
- ジャンボ国際交流
- イラストマンガ

### 愛好会
- 英会話
- 軽音楽
- クッキングクラブ
- 写真
- 将棋

※剣道・ソフトボール部は、県内有数の強豪。

## 沿革
- 1931年 - 八戸市柏崎に、白石エシミが八戸和洋裁縫女塾を設立。
- 1946年 - 校名を八戸家政女学校と改称。
- 1947年 - 学制改革により併設中学校設立。
- 1948年 - 学制改革により八戸家政女学校→白菊高等学校、併設中学校→白菊中学校と改称。
- 1950年 - 聖ウルスラ会へ経営移管。
- 1951年 - 私立学校法により、学校法人白菊学園設立、校名を白菊学園中学校・高等学校に改称。
- 1953年 - 白菊学園小学校を設立。
- 1966年 - 八戸市の土地斡旋により八戸市田面木に建設中の校舎完成。高等学校に音楽科設置。
- 1967年 - 中・高校移転。
- 1977年 - 生徒数の減少により、白菊学園中学校を廃止[1]。
- 1988年 - 法人名を学校法人八戸聖ウルスラ学院と改称。
- 1989年 - 校名を「八戸聖ウルスラ学院」小学校・高等学校に改名、英語科設置、制服を改定。
- 2000年 - 生徒数の減少により、小学校の募集を停止[2]。
- 2005年 - 小学校が最後の卒業生を出して休校となる。普通科（特別進学コースのみ）・音楽科・英語科にて男女共学開始、制服2度目の改定[2]。
- 2010年 - 新・八戸聖ウルスラ学院中学校を設置して中高一貫教育を開始。中学校舎には小学校舎を充てるため、同小学校を正式に廃止[1]。

## 特色
国際色豊かな学校で、留学生も多い。音楽が学べる高校は八戸で唯一。ザルツブルクへの研修旅行もある。また英語科が充実していて、ニューヨークにある姉妹校（ニューロッシェル・ウルスラ学園）へ留学する生徒も多い。

## 著名な出身者
- 今井陽子 - モデル・女優
- 奥平光紀 - ミュージカル俳優
- 梨杏 - 女性プロレスラー
- 加賀ひとみ - メゾソプラノ歌手
- KANTA - 和太鼓アーティスト、ラジオカーリポーター・アシスタント
- 溝江香澄 - ソフトボール選手